# Johann Friedrich Löwen
Johann Friedrich Löwen (* 13. September 1727 in Clausthal; † 23. Dezember 1771 in Rostock) war ein deutscher Dichter, Intellektueller und Theatertheoretiker sowie ein zeitweiliger Vertrauter Gotthold Ephraim Lessings.

## Biographie
Die ersten 18 Jahre seines Lebens, einschließlich seiner Gymnasialzeit, und noch einmal eine kurze Zeit um 1750 verlebte Löwen in seinem Geburtsort Clausthal im Harz. In der wirtschaftlich vom Bergbau geprägten Region lebte Löwens Familie von Tätigkeiten des Vaters, die ziemlich sicher ebenfalls im Zusammenhang mit dem Bergbau standen.
Von 1746 bis 1747 besuchte Löwen die studienvorbereitende Lehranstalt Collegium Carolinum in Braunschweig. Dort war der Theologe, Polyhistor und braunschweigische Generalschulinspektor Johann Lorenz von Mosheim ein wichtiger Mentor Löwens. Diese Mentorenschaft hatte auch Bestand als Löwen in den Jahren 1747 bis 1749 die Universitäten von Helmstedt und Göttingen besuchte, wo Mosheim als ordentlicher Professor bzw. Kanzler und Honorarprofessor tätig war. Darüber hinaus hatte Mosheim wahrscheinlich die Mitgliedschaft Löwens in den Helmstedter und Göttinger Ablegern der sogenannten Deutschen Gesellschaft unterstützt, die dort nach dem Vorbild der Gottschedschen Königlich Deutschen Gesellschaft in Leipzig gegründet worden waren. Dadurch kam es unter anderem zu intellektuell prägenden Begegnungen Löwens mit Albrecht von Haller, Johann Matthias Gesner, Johann David Michaelis, Justus Friedrich Wilhelm Zachariae und Johann Wilhelm Ludwig Gleim. Weshalb Löwen letztlich keinen Studienabschluss erwarb, ist nicht genau bekannt; es ist jedoch am wahrscheinlichsten, dass er nach dem Tod des Vaters, nicht mehr das zur Fortsetzung des Studiums erforderliche Geld aufbringen konnte.
Nachdem sich Löwen in seinem Heimatort Clausthal möglicherweise erfolglos um eine öffentliche Anstellung bemüht hatte, wandte er sich 1751 nach Hamburg, einem Zentrum der deutschen Aufklärung. Dort gehörte er dem Kreis um den Poeten Friedrich von Hagedorn an. Neben seinem dichterischen Wirken bestand Löwens Tätigkeit in dieser Zeit auch aus dem Verfassen und Herausgeben von intellektuellen Zeitschriften und Essays. Diese Aufgabe nahm er teils allein wahr, teils aber auch gemeinsam mit anderen Literaten, wie etwa der Dichterin Charlotte Unzer-Ziegler.
1752 traf er in Hamburg auf die Schauspieltruppe des Theaterprinzipals Johann Friedrich Schönemann, die er bereits aus Göttingen kannte. Später ehelichte er die Tochter Schönemanns; aus der Ehe gingen mindestens zwei Kinder hervor. Ab 1757 gehörte er der Theatertruppe zeitweise in organisatorischer und leitender Funktion an, seine Frau wirkte darin als Schauspielerin. Vereinbaren musste er all dies mit seiner ebenfalls ab 1757 regelmäßig wahrgenommenen Tätigkeit als Privatsekretär des Prinzen Ludwig von Mecklenburg-Schwerin in Schwerin, die er gelegentlich wohl zuvor schon ausgeführt hatte. Aus einer Korrespondenz mit Christian Fürchtegott Gellert geht hervor, dass immerhin auch Löwens Dichtkunst auf eine positive Resonanz bei seinem aristokratischen Arbeitgeber stieß.
1766 ging Löwen schließlich nach Hamburg zurück. Dort war er von 1767 bis 1769 Protagonist und Direktor des ersten Versuchs in Deutschland, ein örtlich verankertes Nationaltheater ins Leben zu rufen – unter anderem nach dem Vorbild des von Ludvig Holberg in Kopenhagen gegründeten dänischen Nationaltheaters. Dieses Hamburgische Entreprise genannte Vorhaben wurde später als Hamburger Nationaltheater bekannt. In Verständigung mit dem Theaterprinzipal Konrad Ernst Ackermann, den Schauspielern Konrad Ekhof und Abel Seyler und einem Konsortium aus zwölf unerlässlichen Geldgebern aus dem wohlhabenden Bürgertum konnte Löwen als Dramaturgen Gotthold Ephraim Lessing gewinnen. Das Ensemble bildete die Schauspieltruppe Ackermanns, der manchmal fälschlich als Initiator des Hamburger Nationaltheaters angegeben wird. Als Theatergebäude diente eine zuvor bereits von Ackermann errichtete Baulichkeit am Gänsemarkt. Dort wurde 1881 auch ein entsprechendes Denkmal aufgestellt, das jedoch nur Lessing gewidmet ist. Trotz der übereinstimmenden theatertheoretischen Auffassungen Löwens und Lessings und anfänglicher Erfolge erwies sich die Unternehmung recht bald als wirtschaftlich und organisatorisch kaum durchführbar. Nachdem Lessing 1768 die Unternehmung wieder verlassen hatte, versuchte Löwen noch eine Zeit lang, den Betrieb aufrechtzuerhalten, etwa auch durch einen zeitweiligen Ortswechsel nach Hannover. 1769 musste die Hamburgische Entreprise dann aber endgültig eingestellt werden. Die Hauptgründe für das Scheitern dieses ersten Nationaltheaters in Deutschland sind neben internen Unstimmigkeiten vor allem wohl im Fehlen von Erfahrungswerten bei Organisatoren und Schauspielern mit den Gepflogenheiten an festen Theatern zu sehen. Die Gewohnheiten des Publikums, das noch durch die eher anspruchslose Unterhaltung der Haupt- und Staatsaktion der Wanderbühnen geprägt war, konnten mit den aufklärerisch-erzieherischen Vorsätzen Löwens und Lessings letztlich nicht in Einklang gebracht werden. Dennoch ging mit Lessings Hamburgischer Dramaturgie ein nahezu einzigartiger literarischer Ertrag aus dieser Episode der Theatergeschichte hervor. Außerdem wurde Lessings Maßstäbe setzende Komödie Minna von Barnhelm 1767 im Hamburger Nationaltheater uraufgeführt.
Noch 1769 siedelte Löwen mit seiner Familie nach Rostock über. Dort arbeitete er bis zu seinem Tod im Jahr 1771 als städtischer Justizsekretär. Trotz seiner sich zunehmend verschlechternden Gesundheit, konnte er dabei noch einige kleinere dichterische Werke fertigstellen. Ein Nachlass Löwens ist entweder nicht erhalten oder zumindest verschollen.

## Werk
Insgesamt steht das Wirken Löwens vor allem im Zeichen des Aufklärungszeitalters. Häufig überwiegt dabei der Einfluss der englischen Aufklärung gegenüber dem der französischen. Das im engeren Sinne poetische Werk Löwens umfasst beinahe ausschließlich ein nichtsdestoweniger reichhaltiges Spektrum an lyrischen, oft rokokohaften Formen, die für die Dichtung gegen Mitte des 18. Jahrhunderts als typisch gelten können. Ein großer Teil davon ist in der vierteiligen Ausgabe Johann Friedrich Löwens Schriften (1765/66) zusammengestellt. Zu verschiedensten Romanzen, Oden, Bänkelsängen und der Vertextung von wenigstens einer von Johann Wilhelm Hertel komponierten Passionskantate kommt auch gesellschaftskritische, politisch zu nennende Lyrik. So fallen etwa seine wenigen Versepen aus der Kategorie des sogenannten Komischen Heldengedichts durch ihre satirische, gesellschaftskritische Note auf. Bühnenstücke sind lediglich zwei bekannt, wovon zumindest eines – mehr oder weniger ein Plagiat von Lessings Minna von Barnhelm – auch im Hamburger Nationaltheater aufgeführt wurde. Innerhalb des journalistischen Werks sind die Hamburgischen Beyträgen des Witzes und der Sittenlehre (1753–1755) als ein typisches Beispiel der aufklärerischen, intellektuellen Zeitschrift anzusehen. Darin findet sich unter anderem eine der ersten theatertheoretischen Auseinandersetzungen mit dem Werk Shakespeares im deutschsprachigen Raum. Das mehr oder weniger einzige Werk Löwens, das auch bis in die Gegenwart manchmal noch aufgelegt wird, ist jedoch die Geschichte des deutschen Theaters (1766). Darin wird allerdings nicht generell die deutsche Theatergeschichte behandelt, sondern vor allem der bühnenpraktische Werdegang der Wanderbühnen der Prinzipale Ackermann und Schönemann. Eine wichtige Substanz dafür waren die Aufzeichnungen des Schauspielers Konrad Ekhof.

## Rezeption
Infolge der im 19. Jahrhundert ausgebildeten Auffassung von Literaturgeschichte als Geschichte großer Persönlichkeiten, wurde die Bedeutung Löwens, ähnlich wie die von etlichen anderen Autoren auch, innerhalb der norddeutschen Poetik des Aufklärungszeitalters oftmals verkannt. So glaubt selbst Löwens Biograph Potkoff im Jahr 1904 sich für seine Arbeit geradezu permanent rechtfertigen zu müssen, da Gottsched, Gellert und Lessing doch die weitaus größeren Dichter der Zeit gewesen seien. Als Folge dieser Einstellung finden sich vereinzelt immer noch einseitige Bewertungen von Löwens Werk, die unreflektiert aus älteren, nicht mehr zeitgemäßen Darstellungen übernommen wurden. Erst ab der zweiten Hälfte des 20. Jahrhunderts mit einem Verständnis der Aufklärung als einem breit angelegten Phänomen, begann man neben deren herausragenden Vertretern auch Literaten aus der zweiten Reihe angemessen zu würdigen. In diesem Zusammenhang wurde Löwen vor allem das Prädikat eines Pioniers der Nationaltheaterbewegung zuerkannt. Auch dass er in gewisser Weise am Zustandekommen von Lessings Hamburgischer Dramaturgie beteiligt war, wird üblicherweise positiv kommentiert. Parallel dazu wurde auch die Goethe- und Faust-Forschung auf Löwen aufmerksam. Denn in einer der Versdichtungen Löwens befindet sich einer der frühesten schriftlichen Hinweise auf die Puppenspiele über den Faust. Außerdem hat Löwen in seinem Komischen Versepos Die Walpurgis-Nacht von 1756 rund 50 Jahre vor Goethes Faust I eine Faust-Gestalt mit einer Walpurgisnacht zusammengebracht und hat dabei in einem satirischen, lächerlichen Kontext eine knappe, aber sehr ungewöhnliche Zeichnung des prototypischen Schwarzkünstlers als Muse vorgenommen. Und nicht zuletzt gilt Löwens Geschichte des deutschen Theaters trotz ihrer eingeschränkten inhaltlichen Ausdehnung als eines der ersten theaterhistorischen Werke der Neuzeit. Letztlich ist Löwen einer ganzen Riege von Literaten zuzuordnen, die zwar von den Zeitgenossen durchaus als Größen ihrer Kunst wahrgenommen wurden – im Fall Löwens ist das unter anderem an einer Totenklage von Ludwig Hölty, die ihn mit Christian Adolph Klotz quasi auf eine Stufe stellt, zu ersehen. Doch später wären diese Leute, aufgrund eben des exklusiven Interesses der Nachwelt allein an wenigen herausragenden Vertretern der Epoche, beinahe in Vergessenheit geraten.